# ماريوس تشوبانو
ماريوس تشوبانو (بالرومانية: Marius Ciobanu)‏ هو لاعب كرة قدم روماني في مركز الوسط، ولد في 31 مارس 2003 في بوخارست في رومانيا. لعب مع جامعة كلوج.

## وصلات خارجية
- ماريوس تشوبانو على موقع قاعدة بيانات كرة القدم.إي يو (الإنجليزية)
- ماريوس تشوبانو على موقع Soccerway.com (الإنجليزية)